# Comuna Novomîkolaiivka, Novoukraiinka
Novomîkolaiivka (în ucraineană Новомиколаївка) este o comună în raionul Novoukraiinka, regiunea Kirovohrad, Ucraina, formată din satele Mîhailivka, Novomîkolaiivka (reședința), Novopodîmka, Petrivka, Podîmka și Voinivka.

## Demografie
Componența lingvistică a comunei Novomîkolaiivka
     Ucraineană (95,49%)
     Rusă (2,64%)
     Română (1,81%)
Conform recensământului din 2001, majoritatea populației comunei Novomîkolaiivka era vorbitoare de ucraineană (95,49%), existând în minoritate și vorbitori de rusă (2,64%) și română (1,81%).